# Cannich
Cannich är en by i Highland i Skottland. Byn är belägen 13 km 
från Drumnadrochit. Orten har 455 invånare (2011).